# John Cordts
John Cordts (Hamburgo, Alemania; 23 de julio de 1935) es un expiloto canadiense de automovilismo. 

## Biografía
Cordts nació en Alemania, emigró a Suecia y luego se trasladó a Canadá. En la década de 1960, destacó en competiciones de autos deportivos en Canadá y Estados Unidos, ganando el campeonato canadiense de deportivos de gran cilindrada en 1965 y logrando varios podios en la United States Road Racing Championship y la Can-Am, conduciendo especialmente vehículos de McLaren y Lola. Además, es conocido por su participación en la Trans-Am, donde condujo el Pontiac Firebird patrocinado por BF Goodrich, el «Tirebird», logrando buenos resultados.
Compitió en una carrera de Fórmula 1. Fue en el Gran Premio de Canadá de 1969, donde tuvo que abandonar por problemas mecánicos.
Cordts fue incluido en el Salón de la Fama del Automovilismo Canadiense en 2003. También escribió su autobiografía titulada Blood, Sweat and Turnips.

## Resultados

### Fórmula 1
(Clave) (negrita indica pole position) (cursiva indica vuelta rápida)

| Año     | Escudería  | 1   | 2   | 3   | 4   | 5   | 6   | 7   | 8   | 9       | 10  | 11  | Pos. | Puntos |
| ------- | ---------- | --- | --- | --- | --- | --- | --- | --- | --- | ------- | --- | --- | ---- | ------ |
| 1969    | Paul Seitz | RSA | ESP | MON | NED | FRA | GBR | GER | ITA | CAN Ret | USA | MEX | NC   | 0      |
| Fuente: |            |     |     |     |     |     |     |     |     |         |     |     |      |        |